# 柳下容子
柳下 容子（やぎした ようこ、1976年9月9日 - ）は、新潟県新潟市出身の元チアリーダー。身長：156cm、血液型：AB型。東京女子体育短期大学卒業。

## 来歴
- 短大時代は創作ダンス部に所属。卒業後はオリエンタルランド（東京ディズニーランドの関連会社）に2年間勤務した後、ロサンゼルスで3ヵ月間ジャズダンスを学ぶ。
- 2001年、アルビレックスチアリーダーズの初代メンバーとなる。チーム内では2年間にわたりリーダーとして活躍した[1][2]。
- 2003年、NFLサンディエゴ・チャージャーズのチアリーダー「チャージャーガールズ」のメンバーとして活動[3]。
- 2005年に再び渡米し、サンディエゴのアリーナフットボールの「RIP TIDE」のチアリーダーを務めた後、ロサンゼルス・クリッパーズのチアリーダー「SPIRIT DANCE TEAM」のメンバーとして活躍した。
- 2006年7月からアルビレックスチアリーダーズのディレクターを務める。2008年シーズンからはパフォーマンス・アドバイザーとしても活動し、後進の育成に力を入れている。
- 2007年5月、自身が代表を務めるダンススタジオ「STUDIO CANDLE」を新潟市東区に開設。
- 2008年10月、アルビレックスチアリーダーズのパフォーマンスアドバイザーに就任[4]。
- 2010年、プロチアリーディングチーム「東京ガールズ」を結成。
- 2012年、bjリーグ・東京サンレーヴスのチアチーム、「サンレーヴス・ガールズ」を指揮、プロデュース[4]。
- 2013年、東京エクセレンスのチアリーダー「エレガンス」をプロデュース[4]。
- 2014年、3x3.EXEPREMIERのEXE GIRLSをプロデュース[4]
- 2015年3月17日、自身のブログで入籍していたことを明かし[5]、同年5月に女児を出産[6]。
- 2018年、10月放送のテレビアニメ『アニマエール!』にて瀧本有美、東京ガールズと共同で振付・チアリーディング監修を担当[7]。

## 出演

### テレビ番組
- 関ジャニ∞無限大～仕分け柔軟女王決定戦SP（2013年10月、テレビ朝日）
- ライオンのグータッチ（フジテレビ） - グータッチサポーター
- 日向坂で会いましょう（2021年5月、テレビ東京）[8][9][10]

### 配信
- 日向坂46 5thシングル『君しか勝たん』ヒット祈願 ～世の中に元気を！～チアリーディングに挑戦！～（2021年5月26日、日向坂46 OFFICIAL YouTube CHANNEL）

## 著書
- 笑顔の奇跡～ミラクル・スマイル～（ソニー・マガジンズ、2008年3月発売）

## 講演
- 「笑顔の奇跡～ミラクルスマイル～」（官公庁・民間企業様向け）